# Capri Records (rock-'n-roll)
Capri Records is een invloedrijk Amerikaans platenlabel uit de jaren zestig waarop rock-'n-roll- en rhythm-and-bluesplaten uitkwamen.
Capri Records werd in het begin van de jaren zestig in Conroe (Texas) opgericht door Huey P. Mieaux en Foy Lee. Het betekende het startpunt van de carrière van veel Texaanse artiesten en droeg bij aan de loopbaan van musici als Gene Summers, Gaylon Christie, Scotty McKay en Pat Minter. Het was een sublabel van Crazy Cajun Enterprises, een onderneming die ook eigenaar van Tear Drop Records was. De grootste hit van het label kwam in 1964, toen Gene Summers scoorde met "Big Blue Diamonds". Het bracht ook vroege platen van Steve Tyrell uit. Andere artiesten aangesloten bij Capri Records waren onder meer Ken Lindsey, Billy Holeman, Bobby Bennett, The Wheels, Jimmy James en The Fallouts.